# 外匯掉期
外匯交換（英語：foreign exchange swap），或稱換匯交易，在金融學裡是一種同時買入及賣出在不同日期（通常為即期和遠期）交割的同等數額貨幣的交易形式。它允許企業在擁有多幣種資金的情況下有效地管理資金。

## 結構
外匯掉期交易由即期和遠期兩端組成，即期和遠期交易同時操作，數額也相等，因此相互抵銷。遠期外匯交易在交易雙方各自擁有對方所需的幣種時具有可行性，它有效規避了雙方的匯率風險。

## 定價
利率平價反映了即期匯率和遠期匯率的關係，它可以表示為：
{\displaystyle F=S\left({\frac {1+r_{d}T}{1+r_{f}T}}\right),}
其中：
- F = 遠期匯率
- S = 即期匯率
- rd = 標價貨幣的利率
- rf = 基準貨幣的利率
- T = 期限（按照計息天數進行計算）

遠期匯率F和即期匯率S之間的差值稱為掉期點，可以表示為：
{\displaystyle F-S=S\left({\frac {1+r_{d}T}{1+r_{f}T}}-1\right)={\frac {S(r_{d}-r_{f})T}{1+r_{f}T}},}
如果 {\displaystyle r_{f}T}很小，{\displaystyle {\frac {S(r_{d}-r_{f})T}{1+r_{f}T}}\approx S\left(r_{d}-r_{f}\right)T,}
因此掉期點和利差大致上成正比。